# Toskana-Virus
Mit Toskana-Virus wurde früher ein Subtyp in der damaligen Spezies Sandmückenfiebervirus (Sandfly fever Naples virus, SFNV) der Virusgattung Phlebovirus bezeichnet. Dieser Subtyp wurde dann in drei unterschiedliche Serotypen unterteilt, benannt nach dem Ort ihrer ersten Isolierung: S für Sizilien (engl. Sicilian type), T für Toskana und N für Neapel.
Für diese Serotypen wurden inzwischen vom International Committee on Taxonomy of Viruses (ICTV) jeweils eigenständige Spezies anerkannt:
- Spezies Phlebovirus siciliaense (früher Sicilian phlebovirus) mit Sandfly fever Sicilian virus (Subtyp S)
- Spezies Phlebovirus toscanaense (früher Toscana phlebovirus) mit Toskana-Virus im engeren Sinn (Subtyp T)
- Spezies Phlebovirus napoliense (früher Naples phlebovirus) mit Sandfly fever Naples virus (Subtyp N)

Diese Viren sind zusammen die häufigsten Erreger des Pappatacifiebers (auch Phlebotomusfieber genannt). Sie haben ihr natürliches Reservoir in Schafen, Ziegen und Fledermäusen, von wo sie durch Sandmücken der Gattung Phlebotomus als Vektor auf den Menschen übertragen werden können.
Der erste Serotyp (S) wurde erstmals 1960 aus der Sandmücke Phlebotomus pappatasi isoliert.
Die behüllten Viruspartikel dieser Spezies sind etwa 100 nm im Durchmesser groß und besitzen drei verschieden lange Segmente einer einzelsträngigen RNA mit negativer Polarität. Die RNA-Segmente (S: small, M: middle, L: large) sind jeweils in einem helikalen Kapsid verpackt. Die Segmente können bei Infektion einer Zelle mit verschiedenen Virusstämmen durch ein Reassortment neu kombiniert werden, was neben der hohen Mutationsfrequenz der RNA-Sequenz auf dem M-Segment (Genabschnitte für Oberflächenproteine) eine sehr hohe Variabilität des Virus ermöglicht. Auf dem S-Segment befinden sich neben Abschnitten mit negativer Polarität zusätzlich einige mit positiver, was man daher als ambisense (+/-) bezeichnet.
Innerhalb der Gattung Phlebovirus zeigen diese drei Spezies zahlreiche serologische Kreuzreaktionen mit weiteren Virusspezies. Die antigenetischen Eigenschaften werden durch die zwei Hüllproteine Gn und Gc (früher als G1 und G2 bezeichnet) bestimmt. Im Gegensatz zu anderen Spezies der Gattung, die nicht durch Sandmücken übertragen werden (wie z. B. der Uukuniemi-Gruppe um das Uukuniemi-Virus, wissenschaftlich Uukuniemi phlebovirus), besitzen die drei Toskana-Virusspezies wie auch andere Mitglieder der Sandmücken-Gruppe (engl. Sandfly fever serocomplex, ehemalige Spezies Sandmückenvirus) im M-Segment ein zusätzliches Nicht-Strukturprotein NSm, das wahrscheinlich für die Vermehrung im Insekt verantwortlich ist.